# 汤普金斯维尔 (肯塔基州)
汤普金斯维尔（英語：Tompkinsville），是美国肯塔基州的一座城市。建立于1809年，面积约为9.3平方公里（3.6平方英里）。根据2010年美国人口普查，该市的人口为2,402人。